# Agrostis salsa
Agrostis salsa là một loài thực vật có hoa trong họ Hòa thảo. Loài này được Korsh. mô tả khoa học đầu tiên năm 1928.